# Like Blood Like Honey
Like Blood Like Honey è il primo album in studio della cantante statunitense Skylar Grey, pubblicato nel 2006.

## Tracce
1. Giving It Up for You – 4:03
2. Wanted – 3:56
3. What I Wouldn't Give – 5:15
4. Like Blood Like Honey – 3:34
5. Again & Again – 4:18
6. Curious – 4:15
7. Saturdays – 3:02
8. Heavy – 4:24
9. Still Love – 4:19
10. All Will Be Forgotten – 4:15
11. Cellar Door – 5:28